# Хенниг, Катарина
Катарина Хенниг (нем. Katharina Hennig; род. 14 июня 1996, Аннаберг-Буххольц, Саксония) — немецкая лыжница, олимпийская чемпионка 2022 года в командном спринте, призёр этапов Кубка Мира. Специализируется в дистанционных гонках.

## Спортивная карьера
В составе сборной Германии заняла четвёртое место в женской эстафете на чемпионате мира 2019 года в Зеефельде.
Впервые Хенниг поднялась на подиум Кубка Мира на этапе Тура де Ски 2020 в Валь-ди-Фьеме в 10-километровом масс-старте классическим стилем, финишировав третьей.
Второй пьедестал немки случился в той же гонке, также на этапе Тура де Ски в сезоне 2020/21 в Валь-ди-Фьеме. Хенниг финишировала второй.

## Результаты

### Олимпийские игры
| Олимпийские игры | Спринт | Командный спринт | 10 км раздельный старт | 7,5+7,5 км скиатлон | 30 км масс-старт | Эстафета |
| ---------------- | ------ | ---------------- | ---------------------- | ------------------- | ---------------- | -------- |
| 2018 Пхёнчхан    | 27     | —                | —                      | 22                  | 19               | —        |
| 2022 Пекин       | —      | 1                | 5                      | 15                  |                  | 2        |

### Чемпионаты мира по лыжным видам спорта
| Чемпионат мира  | Спринт | Командный спринт | 10 км раздельный старт | 7,5+7,5 км скиатлон | 30 км масс-старт | Эстафета |
| --------------- | ------ | ---------------- | ---------------------- | ------------------- | ---------------- | -------- |
| 2017 Лахти      | —      | —                | 27                     | 11                  | 19               | 6        |
| 2019 Зефельд    | —      | —                | 11                     | 16                  | 21               | 4        |
| 2021 Оберстдорф | 27     | —                | —                      | 29                  | 18               | 5        |